# Michelangelo Grigoletti
Michelangelo Grigoletti (Pordenone, 1801. augusztus 29. – Velence, 1870. február 11.) olasz festőművész, a velencei művészeti Akadémia tanára. Főleg egyházi témájú műveket alkotott. Az ő munkája a világ legnagyobb (13,5 méter magas, 6,6 méter széles), egyetlen vászonra festett oltárképe: a Mária mennybevitele (Tiziano Vecellio: Assunta című művének utánérzete) az esztergomi bazilika főoltárképe (1846) a világ legnagyobb egyetlen vászonra festett oltárképe.
További, Magyarországon ismertebb művei:
- még két kép az esztergomi bazilikában
- Szent Mihály — az Egri főszékesegyház déli mellékhajójának első oltárán;
- (1840 körül): A Szent Család (az egri bazilika északi mellékhajójának oltárképe)

## Képei

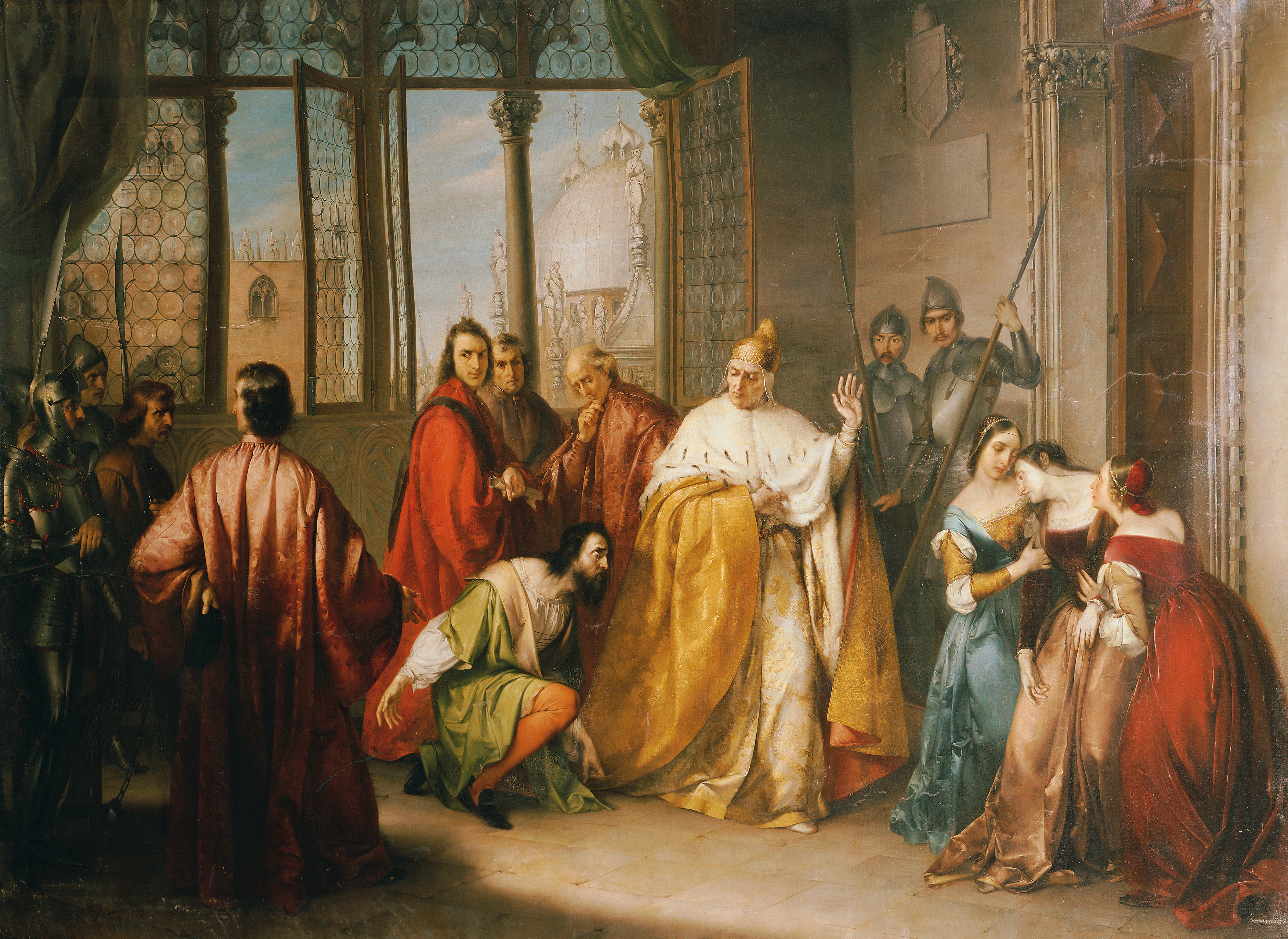
A két Foscari (1838) Bécsi Szépművészeti Múzeum
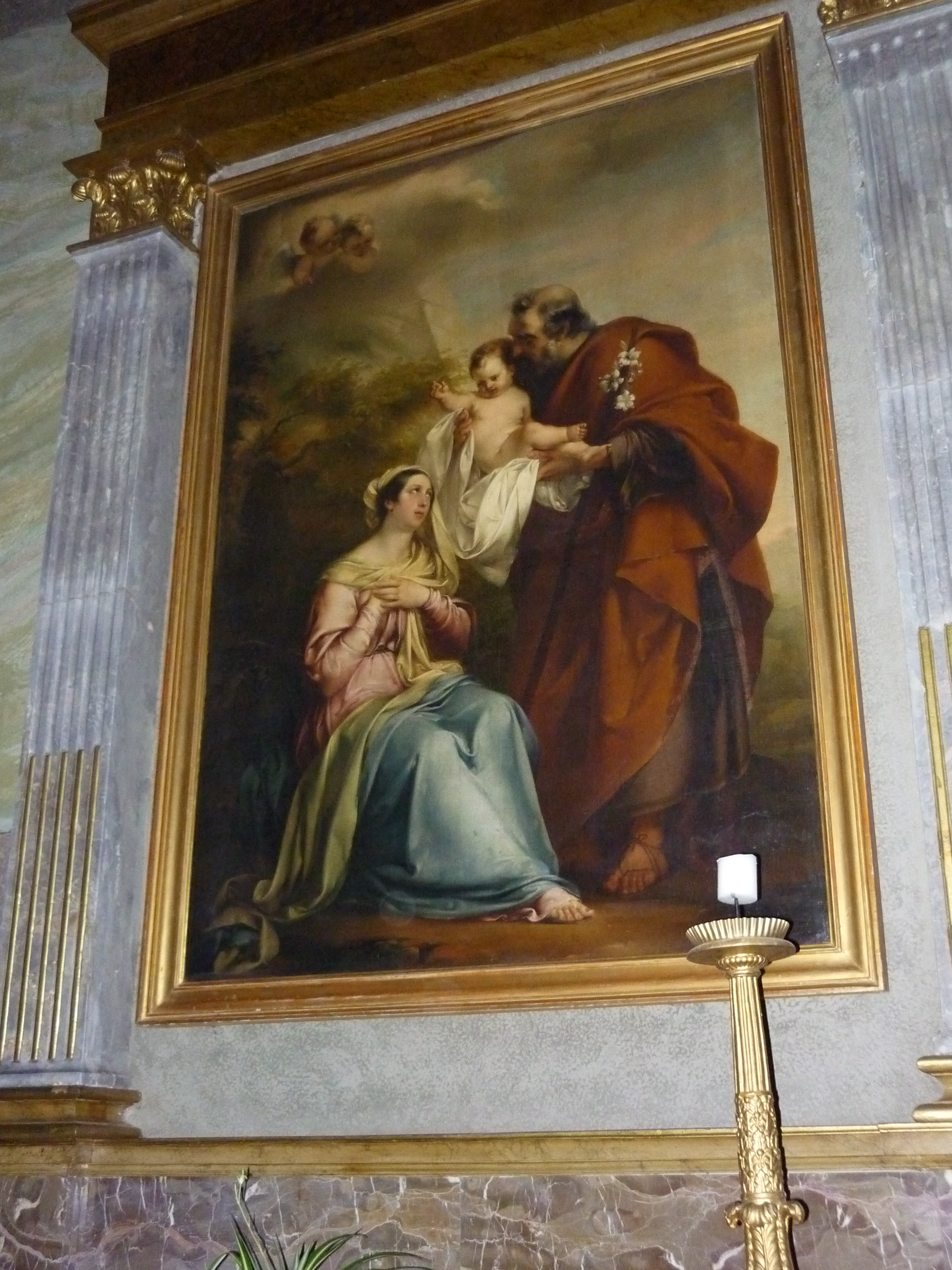
A Szent Család (1840 k., Egri bazilika)
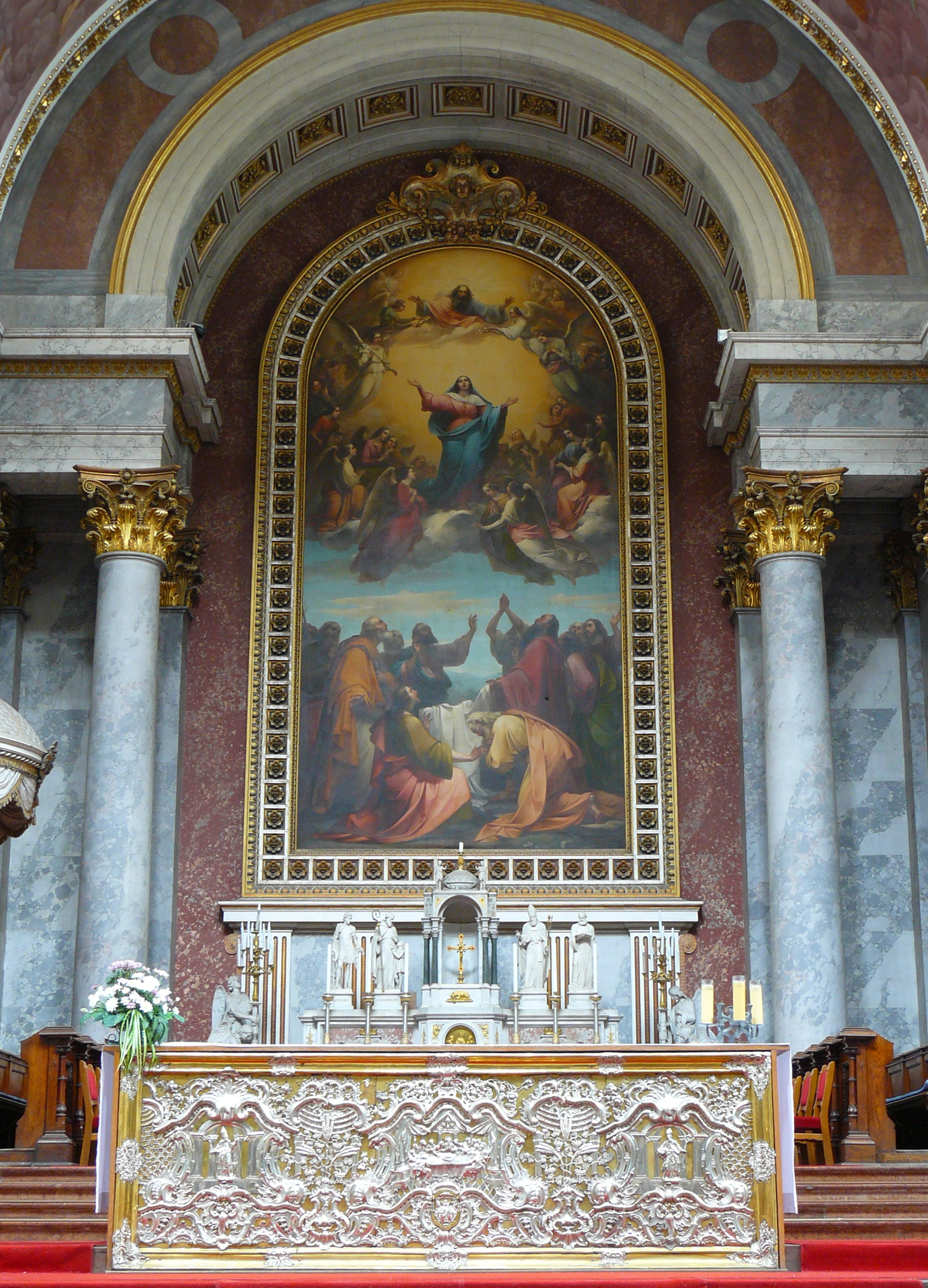
Mária mennybevétele (Esztergom)